# Subprefectures del Japó
Les subprefectures del Japó són una forma Japonesa d'autogovern que se centra en qüestions locals per sota del nivell prefectural. Actua com a part de l'administració de l’estat i com a part d’un sistema autogovern.

## Història
Se'ls va donar una forma definida el 1878 (Meiji 11). El govern de Meiji va establir la sub-prefecture (郡, -gun) com a unitat administrativa. El 1888 (Meiji 21), la subprefectura com a forma d'autogovern va ser reconeguda oficialment en un grau superior que les corporacions cíviques com les ciutats, viles i pobles.
Algunes prefectures del Japó estan ara, o van estar, en el passat, dividides en subprefectures. La subprefectura és la jurisdicció al voltant d'una subseu del govern de la prefectura. Normalment, l'àrea d'una subprefectura consta d'unes poques a una dotzena de ciutats, pobles i/o pobles. Les subprefectures es formen per oferir serveis del govern prefectural en zones geogràficament allunyades.